# Antoni Kochanowski ze Stawczan
Antoni Kochanowski ze Stawczan, herbu Korwin, niem. Anton Freiherr von Kochanowski (ur. 17 listopada 1817 w Tarnopolu, zm. 10 września 1906 w Czerniowcach) – polityk polski czynny na Bukowinie, wieloletni burmistrz Czerniowiec, zarządca Księstwa Bukowiny

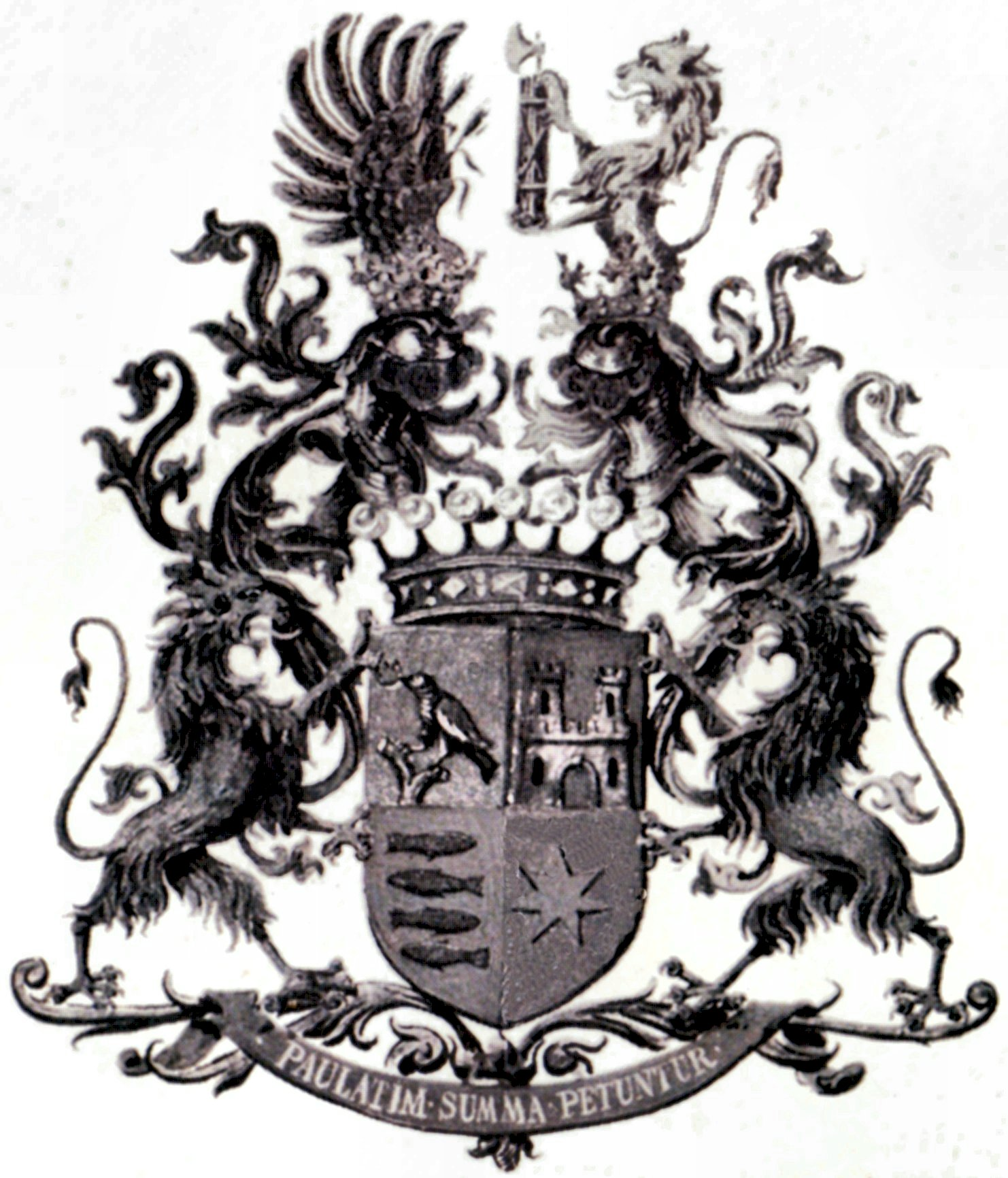
Herb baronów Kochanowskiego Stawczan1898

## Życiorys
Urodził się jako syn Antoniego Corvinusa Kochanowskiego (1785–1840), właściciela majątków Stawczany i Kiczera, z rodu wywodzącego się według rodzinnej tradycji od zmarłego bez potomstwa w linii męskiej Jana Kochanowskiego.
W 1823 r. jego rodzice przenieśli się do Czerniowiec, gdzie Antoni w latach 1827–1835 uczęszczał do gimnazjum. Naukę kontynuował na Wydziale Prawa Uniwersytetu Lwowskiego. Po ukończeniu studiów w roku 1847 pracował w Stanisławowie. W 1850 r. wrócił do Czerniowec, gdzie decyzją austriackiego ministerstwa sprawiedliwości z 13 sierpnia 1850 został mianowany przedstawicielem prawnym, potem w latach 1868–1875 prezesem Bukowińskiej Izby Adwokackiej.
Antoni Kochanowski został członkiem Niemieckiej Partii Liberalnej (Deutschliberale Partei) działającej na obszarze Monarchii Habsburgów i z jej ramienia uczestniczył w następnych dziesięcioleciach w licznych instytucjach społecznych. Od momentu utworzenia rady miejskiej Czerniowiec w roku 1864 był jej członkiem. Ze względu na jego zdolności organizacyjne, celowość, zrównoważenie i umiejętność kierowania pracą kolegów w 1866 r. radni wybrali po dymisji Jakoba Rittera von Petrowicz go na burmistrza na pozostałe dwa lata kadencji i ponownie w latach 1868 i 1872. Równocześnie w 1866 wybrany został na posła do Reichsratu (parlamentu), a w 1868 został wybrany na posła do bukowińskiego Landtagu (parlamentu regionalnego). Tę funkcję sprawował do 1904 r. Był także zastępcę przewodniczącego Landtagu. Jednocześnie od 1868 był wicepremierem (ponownie wybrany w 1871) rządu Bukowiny. Wiosną 1874 r. deputowani do Landtagu wybrali Kochanowskiego na premiera rządu Bukowiny. Zrezygnował wtedy z funkcji burmistrza, ale pozostał członkiem rady miejskiej. Premierem rządu Bukowiny był po ponownych wyborach w roku 1878 do roku 1884.
Antoni Kochanowski na szczeblu regionalnym i państwowym konsekwentnie bronił interesów Czerniowiec i aktywnie lobbował na rzecz projektu założenia Uniwersytetu w Czerniowcach. Z jego inicjatywy w latach 1874–1875 zbudowany został bukowiński Landtag (obecnie Miejski Pałac Uczniów i Młodzieży przy ul. Metropolity A. Szeptyckoho 10), który otwarto 4 października 1875 r. uroczyście jednocześnie z uruchomieniem Uniwersytetu.
Kiedy w 1887 zmarł burmistrz Czerniowiec Wilhelm von Klimesch, Kochanowski miał wprawdzie 70 lat, ale zachował młodzieńczą energię, jasny umysł i postępowe poglądy. Te cechy, pomnożone przez ogromne doświadczenie, dały deputowanym rady miejskiej wiosną 1887 roku powód do ponownego wyboru go na burmistrza Czerniowiec, którym pozostał do 1905. W latach 1890–1904 był ponownie wicepremierem Bukowiny.
Pod jego zarządem Czerniowce rozkwitły w sposób bezprecedensowy. 2 listopada 1895 roku oddano do użytku wodociągi i kanalizację. Wybudowano elektrownię, dzięki której 5 lutego 1896 r. na głównych ulicach zapaliły się latarnie elektryczne, a sala posiedzeń w ratuszu została po raz pierwszy oświetlona elektrycznie 3 marca. Przy tej okazji radni zgotowali burmistrzowi owację. 18 lipca 1897 r. w mieście rozpoczął się ruch tramwajowy. Kochanowski był prezesem Czerniowieckiego Towarzystwa Elektrowni i Tramwajów, ponieważ te przedsiębiorstwa zostały utworzone z funduszy gminnych i były własnością komunalną.
Następnie rada miasta pod przewodnictwem Kochanowskiego zdecydowała się pokryć ulice kostką brukową, na którą przeznaczono znaczne fundusze. Ukoronowaniem działalności burmistrza była budowa nowego teatru. Wiodące banki chętnie udzieliły dynamicznie rozwijającemu się miastu korzystnych kredytów, które pozwoliły w rekordowym czasie – w zaledwie 15 miesięcy – zbudować prawdziwą świątynię muz, która jest jednym z najlepszych obiektów teatralnych w Europie, zarówno pod względem architektury jak i wnętrz. Na początku XX w. Czerniowce zyskały europejski wygląd, z którego mieszkańcy miasta są do dziś dumni.
Przez wiele lat Kochanowski stał na czele Miejskiej Rady Szkolnej, Lokalnej Rady Sanitarnej, Rady dla Potrzebujących i Funduszu dla Potrzebujących. Był członkiem zarządów instytucji finansowych i przemysłowych powołanych przy udziale rady miasta, na czele z Bukowińską Kasą Oszczędnościową. Z jego pomocą w latach 1900-1901 powstał piękny budynek administracyjny pierwszej instytucji bankowej w Czerniowcach i Bukowinie (obecnie Muzeum Sztuki). Burmistrz był także wiceprezesem Towarzystwa Kolei Lokalnych Bukowiny.
10 kwietnia 1873 jako odznaczony orderem Żelaznej Korony został podniesiony do dziedzicznego stanu szlacheckiego z dodatkiem „von Stawczan“ do nazwiska. Najwyższym postanowieniem cesarza Franciszka Józefa I z 30 listopada 1898 z okazji 50-lecia panowania został obdarzony godnością barona.
Od 1889 był honorowym obywatelem i honorowym burmistrzem miasta Czerniowiec. Antoni Kochanowski sprzyjał polskiej ludności Czerniowiec. W 1869 patronował utworzeniu Polskiego Towarzystwa Bratniej Pomocy w Czerniowcach. Był jednym z pierwszych członków Czytelni Polskiej. W 1885 wystąpił z inicjatywą stworzenia gimnazjum z ukraińskim językiem wykładowym. W 1868 wystąpił z wnioskiem o utworzenie w Czerniowcach wyższego studium prawniczego, później wniosek rozszerzono o utworzenie uniwersytetu.
Na jego cześć władze Czerniowiec nadały jednej z ulic miasta nazwę „Bürgermeister-Kochanowski-Gasse”. 48°17′23,05″N 25°56′08,72″E/48,289736 25,935756.

## Odznaczenia
- Order Żelaznej Korony III klasy (1872)
- Krzyż Komandorski Orderu Franciszka Józefa I (1875)
- Order Żelaznej Korony II klasy (1884)
- Rosyjski Order św. Anny II kl. (1888)
- Krzyż Komandorski z Gwiazdą Orderu Świętego Grzegorza Wielkiego (1898)
- Pruski Order Czerwonego Orła II klasy (1901)